# Henry Hynes Clarke
Pour les articles homonymes, voir Hynes et Clarke.
Henry Hynes Clarke (7 juillet 1833 - 13 septembre 1889) est un homme politique canadien, Premier ministre du Manitoba de la province du Manitoba de 1872 à 1874.